# Gilbert Le Guay
Pour les articles homonymes, voir Le Guay.
Gilbert Le Guay est un homme politique français né le 12 mai 1839 à Clermont-Ferrand (Puy-de-Dôme) et décédé le 13 novembre 1896 à Randan (Puy-de-Dôme).

## Biographie
Notaire à Randan, il est conseiller général du canton de Randan. En 1876, il entre dans l'administration comme secrétaire général de la préfecture de la Haute-Savoie, puis comme sous-préfet à Verdun. Révoqué après le 16 mai 1877, il est réintégré comme préfet de la Haute-Savoie en décembre 1877. Il est ensuite préfet du Finistère puis de la Corse. En 1881, il devient directeur de l'administration départementale et communale au ministère de l'Intérieur. Il est député du Puy-de-Dôme de 1885 à 1889, puis sénateur de 1889 à 1891, siégeant à Gauche. Compromis dans un scandale de détournement de fonds lié à la société centrale de dynamite, qu'il préside, il n'est pas réélu en 1891. Il est condamné en 1893.

## Sources
- « Gilbert Le Guay », dans Adolphe Robert et Gaston Cougny, Dictionnaire des parlementaires français, Edgar Bourloton, 1889-1891 [détail de l’édition]
- « Gilbert Le Guay », dans le Dictionnaire des parlementaires français (1889-1940), sous la direction de Jean Jolly, PUF, 1960 [détail de l’édition]